# Карбідна лампа

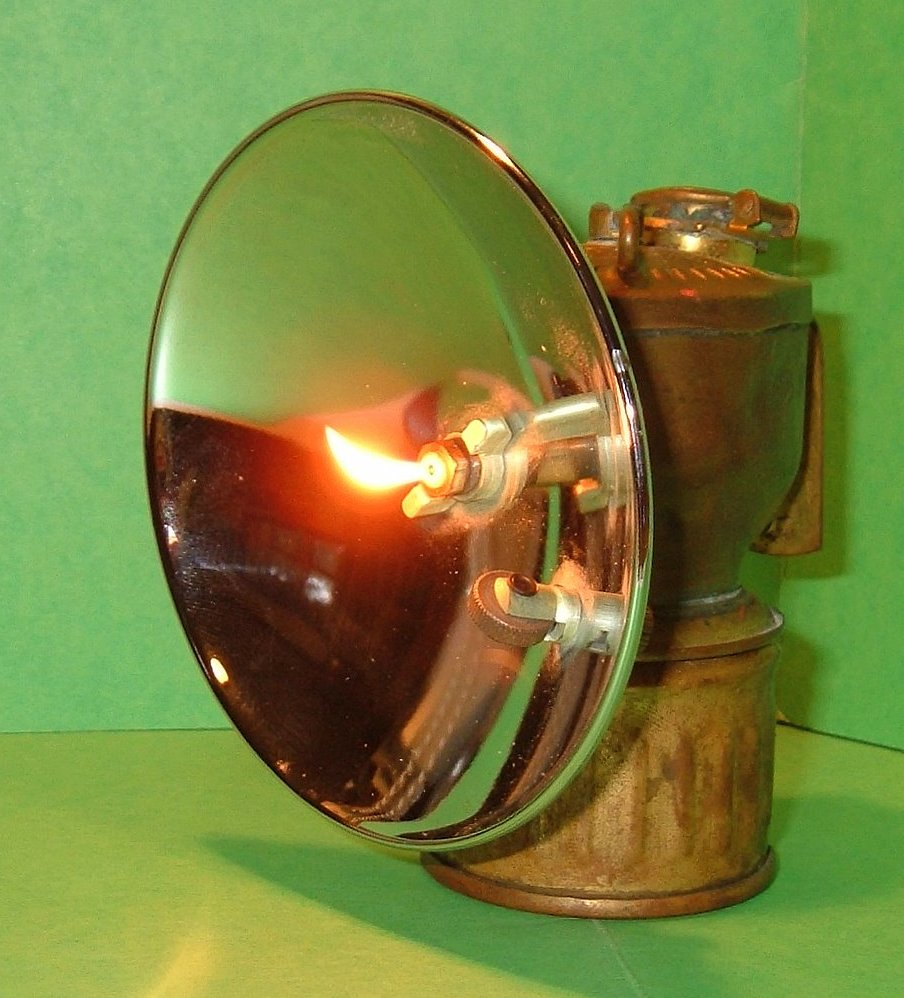
Карбідна лампа

Карбідна лампа або ацетиленова лампа — лампа, в якій джерелом світла є ацетиленове полум'я, одержуване хімічною реакцією карбіду кальцію з водою.
Були поширені від початку XX століття. Їх встановлювали на карети, автомобілі та навіть на велосипеди. Нині карбідні лампи використовують у разі потреби в потужному автономному джерелі світла, наприклад, у спелеології, на віддалених маяках, оскільки це освітлення вигідніше, ніж підведення лінії електропередачі або автономна енергетична установка. Також використовуються на суднах, бакенах.

## Конструкція

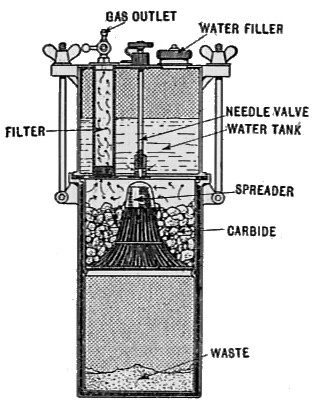

Карбідна лампа складається з бачка (генератора ацетилену) та пальника. Бачок поділено на дві частини. В одній частині знаходиться карбід, в іншій відсік наливається вода. Регульований клапан здійснює дозовану (краплинну) подачу води у відсік з карбідом. Зміною швидкості подачі води регулюють генерацію ацетилену та яскравість ліхтаря. Реакція протікає за схемою:
{\displaystyle {\mathsf {CaC_{2}+2H_{2}O\rightarrow C_{2}H_{2}\uparrow +Ca(OH)_{2}}}}
Бачок може поєднуватися з пальником в єдину конструкцію або приєднуватися гнучким шлангом. Пальник часто забезпечують відбивачем для отримання спрямованого світла. Сучасні пальники можуть оснащуватися п'єзоелементом для спрощення розпалювання.
Дає яскраве світло теплої гами. Крім того, реакція карбіду з водою є екзотермічною, тому бачок дає деяку кількість тепла, придатного для обігріву рук або тіла.
Коли весь карбід прореагує, у бачку залишається вологий пастоподібний гідроксид кальцію (т. зв. гашене вапно). Після очищення бачка його можна знову зарядити карбідом та водою.

## Історія

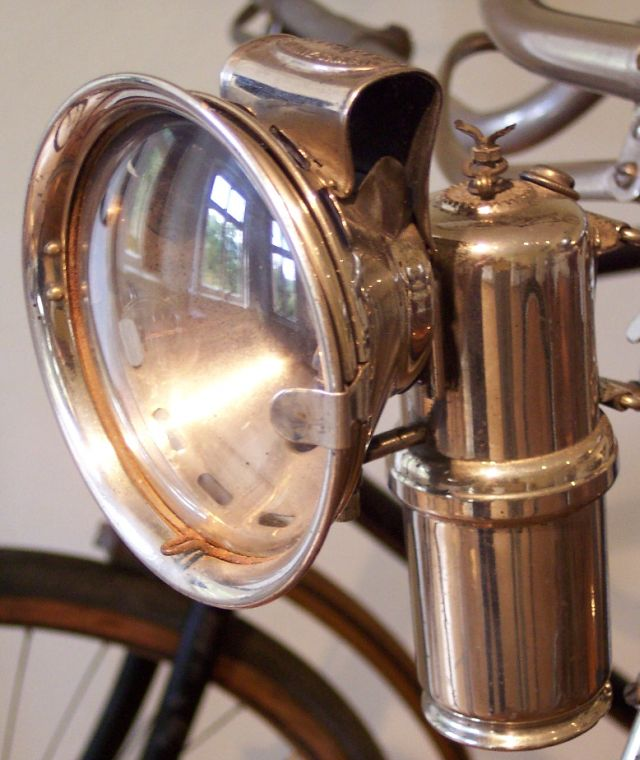
Карбідна лампа на велосипеді

1888 року (за іншими відомостями — 1892 року) Томас Вілсон зумів із суміші оксиду кальцію з коксом в електродуговій печі отримати карбід кальцію. Дугова піч забезпечує високу температуру, необхідну проходження реакції.
{\displaystyle {\mathsf {CaO+3C\rightarrow CaC_{2}+CO}}}
Процес виявився економічно ефективним, а доступна у промислових масштабах електроенергія дозволила налагодити виробництво карбіду. Ацетиленове освітлення почало поширюватися від 1894 року. 1895 року Вілсон продав свій патент Union Carbide.
На початку XX століття ацетиленові фари мали поширення на транспорті, і лише і 1930-их їх витіснили електричні лампи.